# Fabio Viscogliosi
Pour les articles homonymes, voir Fabio et Visco.
Fabio Viscogliosi est un artiste, écrivain, dessinateur et musicien français né de parents italiens le 27 juillet 1965 à Oullins (Rhône).

## Biographie
Dans le domaine de la musique, il a collaboré avec The Married Monk (Rocky, 2001). Il a publié plusieurs albums solo, Spazio (2002) et Fenomeno (2007), sur lequel figure une reprise de Lucio Battisti, Il nostro caro angelo, en duo avec Amedeo Pace du groupe Blonde Redhead, Rococo (2019), Camera (2021). En 1995, Fabio Viscogliosi a également produit Big Yum Yum, album instrumental enregistré en compagnie de musiciens enfants et consacré aux musiques du cinéma (Un chien andalou, À bout de souffle ou Touchez pas au grisbi).
En 2009, Fabio Viscogliosi a exposé au musée d'Art contemporain de Lyon la série Que sais-je ?, suite « autofictive » de cinquante-cinq vrais-faux livres.
En janvier 2010, il a publié un premier roman, aux éditions Stock : Je suis pour tout ce qui aide à traverser la nuit, primé par la bourse Prince Pierre de Monaco. 
En 2016, sur une invitation du centre d'art 40mcube, il participe à l'exposition « Instructions » (40mcube HubHug, Liffré) du collectif Woop, formé par Romain Bobichon, Paul Brunet, Camille Girard et Yoan Sorin.
En 2020 en France paraît Cascade (L’Association) et l'album figure dans la sélection pour le Festival d'Angoulême 2021. Kaskade, la version allemande, a paru en 2021 aux éditions Moderne à Zürich. 
Son travail de peinture est représenté par L21 Gallery à Palma de Majorque. 
En janvier 2023, il présente l'exposition Slapstick Melody à la galerie Romero Paprocki, Paris. La même année, il expose Rococo Club au château des Ravalet en Normandie.

## Publications

### Bande dessinée et livre de dessins
- Au cœur du monde, L'Association, coll. « Patte de mouche », 1991. Réédité en 1995.
- L'ABC des rêves, Seuil, 1994.
- L'Œil du chat, Seuil, 1995. Alph-Art coup de cœur au festival d'Angoulême 1996[5],[6].
- Du plomb dans l'aile, Seuil, 1996.
- La Basse-Cour, Cornélius, coll. « Raoul », 2 vol., 1996-1997.
- Roulette, Cornélius, coll. « Paul », 2 vol., 1998.
- Morte Saison pour les poissons, Seuil, 1998.
- Dans l'espace, Seuil, 2001
- Ma vie de garçon, Seuil, 2003. Réédition augmentée Attila, 2011.
- Da Capo, L'Association, 2010. Recueil reprenant L'Œil du chat, Du plomb dans l'aile et Morte Saison pour les poissons.
- The Blue and the Abstract Truth, Les Machines, 2014.
- Cascade, L'Association, 2020
- Gatto Cosmico, Press Press Milano, 2021

### Littérature
- Le Pacha (illustré par Blutch), Seuil, 1999[7]. Réédité en 2016 chez FLBLB.
- Je suis pour tout ce qui aide à traverser la nuit, collection « La forêt », Stock, 2010
- Mont Blanc, collection « La forêt », Stock, 2011. J'ai lu, 2014.
- Apologie du slow, collection « La forêt », Stock, 2014
- Les Hors-la-loi, Éditions Confluences, 2015
- Harpo, Actes Sud, 2020[8]
- Les Cambrioleurs, Actes Sud, 2025  (ISBN 978-2-330-20434-1)[9].

## Discographie

### Albums
- 1995 : Big Yum Yum
- 2002 : Spazio
- 2007 : Fenomeno
- 2019 : Rococo[10]
- 2021 : Camera[11],[12].

### Contributions
- 1999 : Tout est calme, Yann Tiersen
- 2001 : Rocky, The Married Monk
- 2003 : Cette femme-là, bande originale du film de Guillaume Nicloux
- 2005 : 
  - Le titre Ultimo sur l'album Une saison volée, Françoiz Breut
  - Un anno d'amore, reprise sur l'album On dirait Nino, hommage à Nino Ferrer
- 2009 : Avec les garçon (Baby-Foot), musique sur un texte de Brigitte Giraud
- 2018 : le titre La plage sur l’album Les sources, Vanessa Paradis

## Vie personnelle
En 1999, ses parents décèdent dans l'incendie du tunnel du Mont-Blanc. Il a évoqué une première fois ce drame dans Je suis pour tout ce qui aide à traverser la nuit. C'est également le thème central de Mont-Blanc.